# 秋月種弘
秋月 種弘（あきづき たねひろ）は、日向高鍋藩の第5代藩主。第4代藩主・秋月種政の長男。母は松浦棟の娘。

## 生涯
宝永7年（1710年）8月2日、父の隠居により跡を継ぐ。病弱だったが有能で、文武を奨励して享保7年（1722年）には稽古堂を創設する。さらに藩士子弟の有能な人物の多くを遊学させて学識を深めさせ、広く有能な人材の登用を求めた。
藩政においては治水工事や山林制度の整備などを行なうなどして藩財政の充実化を目指したが、元文元年（1736年）・寛保元年（1741年）・寛保2年（1742年）・延享4年（1747年）に領内で火事が相次ぎ、さらに享保の飢饉による凶作が相次いで藩財政は窮乏化した。しかし種弘は、藩財政が苦しい中でも領民の救済に努めたと言われている。
享保19年（1734年）12月7日に長男の種美に家督を譲って隠居したが、宝暦3年（1753年）7月21日に死去するまでは藩政の実権を握っていた。

## 系譜
父母
- 秋月種政（父）
- 松浦棟の娘（母）

正室
- 中川久通の娘

側室
- 柴垣氏

ほか
子女
- 秋月種美（長男）生母は柴垣氏（側室）
- 寿昌院 ー 相良長在室
- ツル ー 早世
- 子イ ー 早世
- 左近 ー 早世
- リヨ ー 小田知直室
- ヤヘ ー 秋月種蔭室
- ベン ー 小坂左次馬室
- ムメ ー 中村道重室